# Rolf Konow
Rolf Konow (* 22. Juli 1946 in Kopenhagen) ist ein dänischer Fotograf und Schauspieler. Er wurde vor allem als Standfotograf bei dänischen und internationalen Film- und Fernsehproduktionen bekannt.

## Leben
Konow absolvierte von 1964 bis 1968 eine Ausbildung zum Werbefotografen bei Guldbrandsen Fotogtafi. Anschließend war er freiberuflich als Fotograf tätig, bis ihn 1970 der dänische Regisseur und Drehbuchautor Erik Balling für seine Filme bei Nordisk Film als Standfotograf engagieren ließ. Seine erste Mitwirkung als Standfotograf hatte er in dem Film Ballade på Christianshavn und in der dazu gehörigen Fernsehserie Oh, diese Mieter. Bei seiner Tätigkeit als Film- und Standfotograf fertigte er besondere und anspruchsvolle Standbilder für Kinoplakate, Vitrinen usw. für Werbe- und Pressezwecke meist für einen Filmstart an. Bei der daraus entstehenden festen Zusammenarbeit mit Balling erstellte er auch Standbilder für die dänische Filmreihe der Olsenbande ab dem dritten Film Die Olsenbande fährt nach Jütland und bei vielen weiteren dänischen Fernsehserien wie Die Leute von Korsbaek. Weitere Mitwirkung hatte er auch in Bille Augusts Das Geisterhaus und Fräulein Smillas Gespür für Schnee. Rolf Konow hat sich als Fotograf in mehr als 100 dänischen Filmen und Fernsehproduktionen einen internationalen Ruf erworben und wurde daher später auch in vielen ausländischen sowie für Hollywood-Produktionen engagiert. So war er an britischen und amerikanischen Filmen wie Red Heat, Conan der Barbar und Resident Evil Extinction als Fotograf beteiligt. Auch der britische Regisseur Kenneth Branagh engagierte Konow aufgrund seiner Qualitäten für seine Filme Hamlet und Kenneth Branagh – Die Zauberflöte. Des Weiteren trat Konow auch als Schauspieler in Film- und Fernsehen in der Nebenrolle als Fotograf auf. Ebenfalls war er als Theaterfotograf tätig. Seine fotografischen Werke wurden in mehreren Ausstellungen an verschiedenen dänischen Orten präsentiert, aber auch im Ausland, so unter anderem in Prag, sowie mehrmals in Los Angeles. 2001 wurde Konow von der dänischen Filmakademie mit dem Ehren-Robert für sein Lebenswerk ausgezeichnet.

## Filmografie

### Fotograf
- 1971: Ballade på Christianshavn
- 1971–1977: Oh, diese Mieter (Huset på Christianshavn)
- 1971: Die Olsenbande fährt nach Jütland (Olsen-banden i Jylland)
- 1972: Manden på Svanegården
- 1972: Die Olsenbande und ihr großer Coup (Olsen-bandens store kup)
- 1973: Mig og mafiaen
- 1973: I din fars lomme
- 1973: Die Olsenbande läuft Amok (Olsen-banden går amok)
- 1974: Fra Hofteatret: Sorte øjne
- 1974: Natten i ventesalen
- 1974: Der (voraussichtlich) letzte Streich der Olsenbande (Olsen-bandens sidste bedrifter)
- 1975: Die Olsenbande stellt die Weichen (Olsen-banden på sporet)
- 1975: Familien Gyldenkål
- 1976: Die Olsenbande sieht rot (Olsen-banden ser rødt)
- 1976: Affæren i Mølleby
- 1977: Die Olsenbande schlägt wieder zu (Olsen-banden deruda')
- 1978: Die Olsenbande steigt aufs Dach (Olsen-banden går i krig)
- 1979: Die Leute von Korsbaek
- 1978: Lille spejl
- 1979: Die Olsenbande ergibt sich nie (Olsen-banden overgiver sig aldrig)
- 1981: Die Olsenbande fliegt über die Planke (Olsen-bandens flugt over plankeværket)
- 1981: Die Olsenbande fliegt über alle Berge (Olsen-banden over alle bjerge)
- 1982: Conan der Barbar (Conan the Barbarian)
- 1984: Twist and Shout - Rock'n'Roll und erste Liebe (Tro, håb og kærlighed)
- 1986: Aliens – Die Rückkehr (Aliens)
- 1993: Das Geisterhaus (Åndernes Hus)
- 1996: Hamlet
- 1997: Fräulein Smillas Gespür für Schnee (Smilla's Sense of Snow)
- 1998: Der (wirklich) allerletzte Streich der Olsenbande (Olsen-bandens sidste stik)
- 2001: Olsenbande Junior (Olsen-Banden Junior)
- 2003: Blinkende Lichter (Blinkende lygte)
- 2003: Dänische Delikatessen (De grønne slagtere)
- 2003: Stealing Rembrandt – Klauen für Anfänger (Rembrandt)
- 2006: Der verlorene Schatz der Tempelritter (Tempelriddernes skat)
- 2007: Der verlorene Schatz der Tempelritter II  (Tempelriddernes skat II)
- 2007: Resident Evil: Extinction
- 2008: Der verlorene Schatz der Tempelritter III: Das Geheimnis der Schlangenkrone (Tempelriddernes skat III)
- 2008: Kandidat (Kandidaten)
- 2009: Storm – Sieger auf vier Pfoten (Storm)
- 2009: Monsterjægerne
- 2010: Gekidnappt
- 2010: Bessere Zeiten
- 2010: Eine Familie
- 2011: Junk Love
- 2011: Tomrum
- 2011: Dreng
- 2011: Küss mich – Kyss mig (Kyss mig)
- 2011: Die drei Musketiere (The Three Musketeers)
- 2012: Antboy – Der Biss der Ameise (Antboy)
- 2012: Marie Krøyer
- 2014: Silent Heart – Mein Leben gehört mir (Stille hjerte)
- 2014: Antboy – Die Rache der Red Fury (Antboy: Den Røde Furies hævn)
- 2014: Sorte måne
- 2015: The Stranger
- 2015: All Inclusive
- 2015: Men & Chicken
- 2016: Undercover
- 2016: De standhaftige
- 2016: Bedre skilt end aldrig
- 2016: Silent Nights
- 2017: Den bedste mand
- 2017: Mercur
- 2017: Sikke et cirkus: Det mystiske mysterium
- 2018: Så længe jeg lever
- 2018: Friheden
- 2018: Domino
- 2018: Happy Ending
- 2018: Per im Glück (Lykke-Per)

### Schauspieler
- 1993: Fædre og sønner
- 1994: Tango for tre

## Bibliografie
- Frank Eberlein, Frank-Burkhard Habel: Die Olsenbande. Das große Buch für Fans. Schwarzkopf und Schwarzkopf, Berlin 1996, erweiterte Neuausgabe 2000, ISBN 3-89602-056-0.
- Morten Grunwald: Meine Tage in gelben Socken, Schwarzkopf und Schwarzkopf, Berlin 2014, ISBN 978-3-86265-374-4
- Erik Balling – Gedächtnisbilder: Über ein Leben, die Olsenbande und all die anderen schöne Filme, Mosamax Verlag, Dresden 2016. ISBN 978-3-9817140-0-5